# Johann Matthias Hansen
Johann Matthias Hansen (* 10. April 1781 in Kopenhagen; † 29. August 1850 in Altona) war ein Architekt, der vor allem in Altona und Hamburg tätig war.

## Leben und Wirken
Johann Matthias Hansen war ein Sohn von Claus Hansen (getauft am 6. August 1736 in Kopenhagen; † 23. Januar 1801 ebenda) und dessen Ehefrau Sara, geborene Gudover (auch Goudoever oder Goedouer, * 1750; † 21. Februar 1802 in Kopenhagen). Der Großvater mütterlicherseits namens Isach Johan Goudoever arbeitete als Seidenspinner. Ein jüngerer Bruder seines Vaters war der Architekt Christian Frederik Hansen.
Hansen lernte den Beruf des Architekten an der Kunstakademie Kopenhagen. Den Besuch der Akademie ermöglichte ihm wahrscheinlich sein Onkel. 1797 stieg er in die 2. Bauklasse auf. Bei den jährlichen Wettbewerben erhielt er 1801 eine kleine Silbermedaille. Im Todesjahr seines Vaters zog er nach Altona und arbeitete für seinen Onkel, der 1804 nach Kopenhagen ging. Hansen, der damals „der junge Hansen“ genannt wurde, führte das private Bauunternehmen seines Onkels fort und beendete die noch offenen Aufträge.
1807 verhalf Christian Frederik Hansen seinem Neffen zu einer Stelle bei der zentralisierten Bauverwaltung des Gesamtstaates, die lokale Bauvorhaben in Jütland betreute. Aufgrund des Kriegsausbruchs (Bombardement Kopenhagens (1807)) verlor er die Stelle noch im selben Jahr. Stattdessen arbeitete er als selbstständiger Architekt in Altona. Von 1829 bis 1831 hatte er eine Sozietät mit dem jüngeren Ole Jörgen Schmidt, der bei Christian Frederik Hansen gelernt hatte. Die Zusammenarbeit endete offensichtlich im Streit.
Von 1837 bis 1841 arbeitete Hansen als kommissarischer Stadtbaumeister. Zusätzlich hatte er für einige Zeit das Direktorat der Sonntagsschule inne. Hansen, der unverheiratet blieb, wohnte bei Lebensende in Othmarschen. Hier besaß er seit 1833 ein Landhaus, das er von seinem Freund A. F. Gebauer erworben hatte. Dieser Rundbau stammte aus dem Jahr 1806 nach Plänen seines Onkels Christian Frederik Hansen.

## Bauten
Der größte Teil der von Hansen geplanten Bauwerk existiert heute nicht mehr oder wurde umgebaut. Hansen war deutlich geprägt vom Klassizismus seines Onkels und entwickelte keine sichtbare eigene Handschrift. Außerdem analysierten Kunsthistoriker seine Werke nicht eingehender.
Als erstes Bauwerk beteiligte sich Hansen an der Marienkirche von Quickborn. Die Pläne hierfür stammten von seinem Onkel, Hansen selbst übernahm die Bauleitung. Um 1810 übernahm er die Renovierung der Kapelle von Schloss Breitenburg im Stil der Gotik. 1820 baute er ein halbmondförmiges Stallgebäude des Landhauses Thornton, basierend auf dem ursprünglichen Grundriss, neu auf. Das ursprüngliche Gebäude basierte auf Plänen seines Onkels und war abgebrannt. Bei dem Neubau gestaltete Hansen die Formen neu.

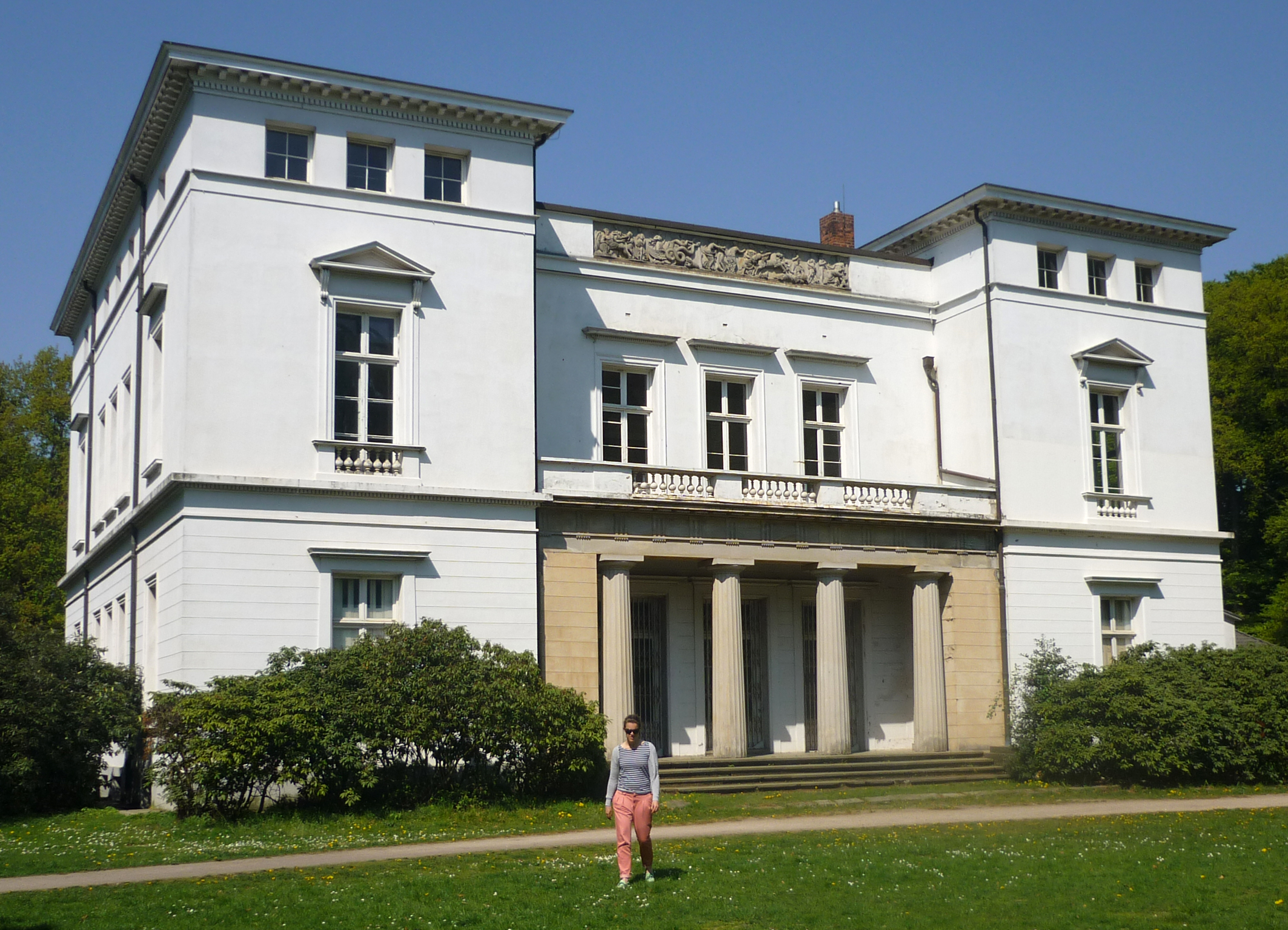
Katharinenhof, Baurs Park

1824/25 entstanden nach Hansens Plänen zehn Mietshäuser an der Palmaille 53–71, drei hiervon als Doppelhäuser. Der Auftrag hierfür kam von Georg Friedrich Baur, der die Randbebauung der Straße durchgängig klassizistisch gestalten wollte. Hansens Bauten ergänzten somit die Häuser, die sein Onkel zuvor an der anderen Straßenseite geschaffen hatte. Von 1829 bis 1836 gestaltete er gemeinsam mit Ole Jörgen Schmidt für Baur das Landhaus Katharinenhof in Blankenese, 1839 ein zugehöriges Stallgebäude. Kurz nach 1815 hatte er in dem umgebenden Park einen Rundtempel geschaffen.
1836 entstand nach Hansens Plänen eine Apotheke an der Blankeneser Elbchaussee. Während dieser Zeit erhielt er von Conrad Hinrich Donner, der mit Baur in Konkurrenz stand, den Auftrag, in Bredeneek ein Herrenhaus zu errichten. Hansen schrieb während dieser Zeit an Herman Wilhelm Bissen und diskutierte mit diesem über eine Skulptur für Georg Friedrich Baurs Haus in Blankenese. Danach erhielt er im Frühjahr 1838 den Auftrag für das Herrenhaus. Das später dreiflüglige Anwesen behielt Hansens Bauwerk als rechten Seitenflügel.
Nach dem Hamburger Brand 1848 gestaltete Hansen zahlreiche Häuser, insbesondere am Neuen Wall. Insgesamt schuf er wenig originelle Bauten, erfüllte damit jedoch ganz offensichtlich die Anforderungen seiner Kunden nach repräsentativen Wohngebäuden.